# Džavád Mahdžúb
Javad Mahjoub (Džavád Mahdžúb), (* 26. května 1991) je íránský zápasník–judista.

## Sportovní kariéra
Na mezinárodní scéně se objevuje od roku 2009. V roce 2012 dosáhl na asijskou kontinentální kvotu pro účast na olympijských hrách v Londýně, ale pár dní před startem soutěží byl z turnaje ztažen oficiálně z důvodu nemoci. Na svojí olympijskou premiéru si tak musel počkat do roku 2016, kdy mu žádná z okolností nebránila účastnit se olympijských her v Riu. V prvním kole nastoupil proti Tomu Nikiforovi z Belgie a po vyrovnaném průběhu zápasu prohrál na jedno napomenutí (šido).

### Vítězství
- 2013 - 1x světový pohár (Moskva)
- 2016 - 1x světový pohár (Oberwart)

## Výsledky
| Turnaj            | 2010           | 2011           | 2012           | 2013           | 2014           | 2015           | 2016           |  |
| Turnaj            | 19             | 20             | 21             | 22             | 23             | 24             | 25             |  |
| Turnaj            | polotěžká váha | polotěžká váha | polotěžká váha | polotěžká váha | polotěžká váha | polotěžká váha | polotěžká váha |  |
| ----------------- | -------------- | -------------- | -------------- | -------------- | -------------- | -------------- | -------------- |  |
| Olympijské hry    |                |                | DNS            |                |                |                | úč.            |  |
| Mistrovství světa | —              | úč.            |                | úč.            | —              | —              |                |  |
| Asijské hry       | 7.             |                |                |                | 5.             |                |                |  |
| Mistrovství Asie  |                | 5.             | 2.             | 1.             |                | 7.             | 5.             |  |